# Philip Abbott
Pour les articles homonymes, voir Abbott.

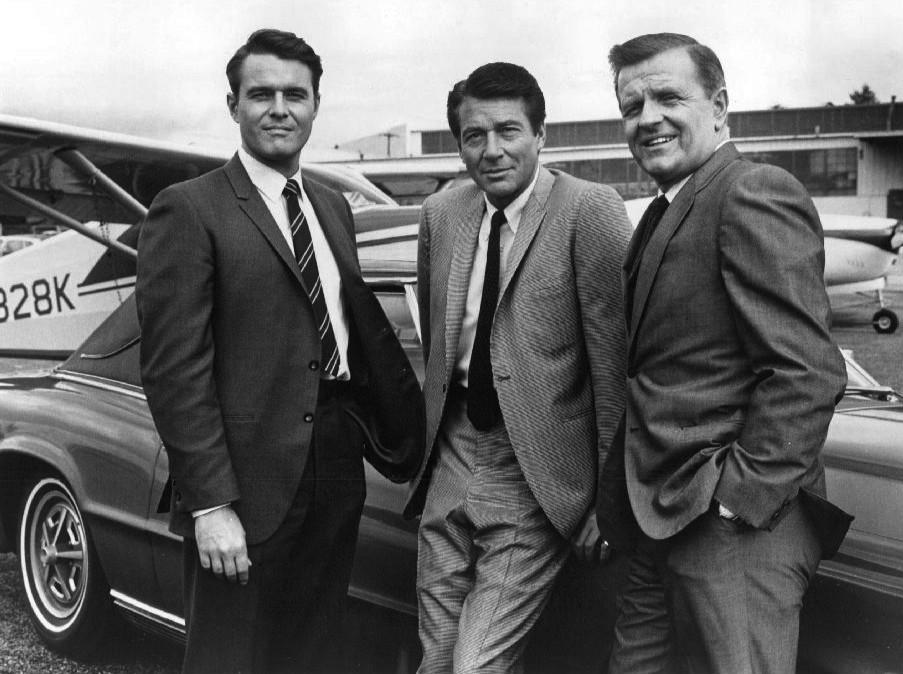
De g. à d. : William Reynolds, Efrem Zimbalist Jr. et Philip Abbott, dans la série Sur la piste du crime (photo promotionnelle, 1969)

Philip Abbott Alexander, né le 20 mars 1924 à Lincoln (Nebraska) et mort le 23 février 1998 à Los Angeles (quartier de Tarzana, Californie), est un acteur (occasionnellement réalisateur) américain, connu comme Philip Abbott (parfois crédité Phil Abbott).

## Biographie
Philip Abbott débute au théâtre à Broadway (New York) dans une pièce représentée en 1948. Là, suivent deux autres pièces, la dernière étant The Square Root of Wonderful de Carson McCullers (1957, avec Anne Baxter et Jean Dixon).
Il apparaît au cinéma cette même année 1957 dans La Nuit des maris de Delbert Mann (avec Don Murray et E. G. Marshall). Puis il contribue à neuf autres films américains, dont Doux oiseau de jeunesse de Richard Brooks (1962, avec Paul Newman et Geraldine Page) et Le Premier Pouvoir de Robert Resnikoff (l'avant-dernier, 1990, avec Lou Diamond Phillips et Jeff Kober).
Son dixième et dernier film (1999) sort après sa mort début 1998 à 73 ans, des suites d'un cancer.
Actif principalement à la télévision américaine, il participe à cent-cinq séries entre 1952 et 1996, dont La Quatrième Dimension (deux épisodes, 1961-1963), Sur la piste du crime (intégrale en neuf saisons, 1965-1974, dont huit épisodes également comme réalisateur), le feuilleton Les Feux de l'amour (dix-huit épisodes, 1986) et Arabesque (trois épisodes, 1988-1995).
S'ajoutent onze téléfilms diffusés entre 1960 et 1998, dont Tail Gunner Joe de Jud Taylor (1977, avec Peter Boyle et John Forsythe).
Il meurt d'un cancer à Los Angeles à l'âge de 73 ans.

## Théâtre à Broadway (intégrale)
- 1948 : Harvest of Years de DeWitt Bodeen : Jules Bromark
- 1951 : Springtime Folly de Joseph Schulman, William H. Lieberson et Martin R. Lieberson : Phil Gordon
- 1957 : The Square Root of Wonderful de Carson McCullers, décors et lumières de Jo Mielziner : John Tucker

## Filmographie partielle

### Cinéma
- 1957 : La Nuit des maris (The Bachelor Party) de Delbert Mann : Arnold Craig
- 1962 : Doux oiseau de jeunesse (Sweet Bird of Youth) de Richard Brooks : Dr George Scudder
- 1962 : L'Homme de Bornéo (The Spiral Road) de Robert Mulligan : Frolick
- 1963 : Le Grand Retour (Miracle of the White Stallions) d'Arthur Hiller : le colonel Reed
- 1965 : Calloway le trappeur (Those Calloways) de Norman Tokar : Dell Fraser
- 1990 : Le Premier Pouvoir (The First Power) de Robert Resnikoff : le cardinal

### Télévision

#### Séries
- 1952-1958 : Studio One
  - Saison 4, épisode 31 Hold Back to Night (1952) : Ackerman
  - Saison 6, épisode 4 Music and Mrs. Pratt (1953) de Franklin J. Schaffner : rôle non spécifié
  - Saison 8, épisode 39 Snap Your Fingers (1956) : Peter
  - Saison 10, épisode 38 The Undiscovered (1958) de James B. Clark : Dr Neil Campbell
- 1956 : Alfred Hitchcock présente (Alfred Hitchcock Presents)
  - Saison 1, épisode 28 Portrait of Jocelyn de Robert Stevens : Mark Halliday
- 1958-1963 : Gunsmoke ou Police des plaines (Gunsmoke ou Marshal Dillon)
  - Saison 4, épisode 11 How to Kill a Friend (1958) de Richard Whorf : Ben Corder
  - Saison 9, épisode 4 Tobe (1963) de John English : Frank Ebels
- 1959 : One Step Beyond
  - Saison 1, épisode 9 Les Trois Fantômes (The Dead Part of the House) de John Newland : Paul Burton
- 1961 : Naked City
  - Saison 2, épisode 14 The Well-Dressed Termite (Charles Alvis) de László Benedek et épisode 22 A Memory of Crying (le docteur)
- 1961 : Les Accusés (The Defenders)
  - Saison 1, épisode 1 Quality of Mercy de Buzz Kulik : Dr Bill Conrad
- 1961 : C'est arrivé à Sunrise (Bus Stop)
  - Saison unique, épisode 10 A Lion Walks Among Us de Robert Altman : Oliver West
- 1961-1963 : La Quatrième Dimension (The Twilight Zone)
  - Saison 2, épisode 22 Conversation avec l'au-delà (Long Distance Call, 1961) : Chris Bayles
  - Saison 4, épisode 11 Le Parallèle (The Parallel, 1963) : Général Eaton
- 1961-1965 : Perry Mason
  - Saison 4, épisode 13 The Case of the Envious Editor (1961) de László Benedek : Edmond Aitken
  - Saison 8, épisode 29 The Case of the Wrongful Writ (1965) de Richard Kinon : Harry Grant
  - Saison 4, épisode 11 Le Parallèle (The Parallel, 1963) d'Alan Crosland Jr. : le général Stanley Eaton
- 1962 : Échec et mat (Checkmate)
  - Saison 2, épisode 24 Trial by Midnight d'Alexander Singer : Lawrence Dresher
- 1962 : Combat !
  - Saison 1, épisode 10 I Swear by Apollo de Robert Altman : le capitaine Correlli
- 1962-1963 : Ben Casey
  - Saison 1, épisode 30 An Uncommonly Innocent Killing (1962) : rôle non spécifié
  - Saison 2, épisode 30 Lullaby for Billy Dignan (1963) de Leo Penn : James Dignan
- 1963 : Route 66
  - Saison 3, épisode 18 Suppose I Said I Was the Queen of Spain de David Lowell Rich : le lieutenant Cook
- 1963 : Le Jeune Docteur Kildare (Dr. Kildare)
  - Saison 2, épisode 33 A Hand Held Out in Darkness de Robert Gist : Dr David Key
- 1963 : 77 Sunset Strip
  - Saison 5, épisode 36 Never to Have Loved de William Conrad : Tom Carlyle
- 1963 : Bonanza
  - Saison 5, épisode 5 Le Petit Soldat (The Toy Soldier) de Tay Garnett : James Callan
- 1963-1964 : Au-delà du réel (The Outer Limits)
  - Saison 1, épisode 12 La Frontière (The Borderland, 1963 - Lincoln Russell) de Leslie Stevens et épisode 18 La Reine des abeilles (ZZZZZ, 1964 - le professeur Benedict « Ben » O. Fields) de John Brahm
- 1964 : Rawhide
  - Saison 7, épisode 12 Chiens et cow-boys s'abstenir (Incident of No Dogs or Drovers) de Vincent McEveety : Ben Dennis
- 1964 : Le Fugitif (The Fugitive)
  - Saison 2, épisode 14 Devil's Carnival de James Goldstone : le shérif Charles Edward Shafter
- 1965-1974 : Sur la piste du crime (The F.B.I.)
  - Saisons 1 à 9, intégrale en 241 épisodes (dont 8 également comme réalisateur, 1971-1974) : Arthur Ward
- 1976 : Les Héritiers (Rich Man, Poor Man – Book II), feuilleton, 6 épisodes : John Franklin
- 1976-1977 : Super Jaimie (The Bionic Woman)
  - Saison 1, épisode 12 Derrière les barreaux (The Jailing of Jaime, 1976) d'Alan Crosland Jr. : John Naud
  - Saison 3, épisode 9 Quand l'amour s'en mêle (Escape to Love, 1977) : Dr Arlo Kelso
- 1977 : L'Homme qui valait trois milliards (The Six Million Dollar Man)
  - Saison 5, épisodes 3 et 4 Compte à rebours, 1re et 2e parties (Deadly Countdown, Parts I & II) de Cliff Bole : Dave McGrath
- 1978 : Vegas (Vega$)
  - Saison 1, épisode 11 Serve, Volley and Kill : Harry Snyder
- 1978-1983 : Quincy (Quincy, M.E.)
  - Saison 4, épisode 3 A Test for Living (1978) de Ron Satlof : Elliot Phillips
  - Saison 6, épisode 1 Last Rights (1980) : Bill Sullivan
  - Saison 8, épisode 20 Women of Valor (1983) : Dr Lloyd Wallace
- 1979 : La Petite Maison dans la prairie (Little House on the Prairie)
  - Saison 5, épisode 19 L'Héritier (The Sound of Children) de William F. Claxton : Giles Kendall
- 1979 : L'Incroyable Hulk (The Incredible Hulk)
  - Saison 2, épisode 20 La Chambre sourde (The Quiet Room) de Reza Badiyi : Dr Murrow
- 1981 : Lou Grant
  - Saison 4, épisode 17 Business : Lester Sorenson
- 1984 : Santa Barbara, feuilleton, épisode 1 (sans titre) de Jeffrey Hayden : Warden
- 1984 : Dynastie (Dynasty)
  - Saison 5, épisode 2 L'Hypothèque (The Mortgage) de Jerome Courtland : Lawlor
- 1984 : Supercopter (Airwolf)
  - Saison 2, épisode 9 Vol 093 (Flight #093 Is Missing) de Bernard L. Kowalski : Johnson
- 1985 : Les Enquêtes de Remington Steele (Remington Steele)
  - Saison 3, épisode 18 Le Biscuit en or (Now You Steele It, Now You Don't) : Whit Sterling
- 1985 : Les Routes du paradis (Highway to Heaven)
  - Saison 2, épisode 6 Les Oiseaux (Birds of a Feather) de Michael Landon : Horton Drake
- 1986 : Dynastie 2 : Les Colby (Dynasty II: The Colbys), feuilleton
  - Saison 1, épisode 14 Imposteur ou Milliardaire (The Trial) de Robert Scheerer et épisode 15 Fils unique contre demi-frère (Burden of Proof) de Gabrielle Beaumont : le juge Barham
- 1986 : Les Feux de l'amour (The Young and the Restless), feuilleton, 18 épisodes : Grant Stevens
- 1987 : Hôpital central (General Hospital), feuilleton, épisodes non spécifiés : Dr Alex Baker
- 1987 : Falcon Crest
  - Saison 6, épisode 17 Topspin de Michael A. Hoey : Dr Hile
- 1987 : Hôpital St Elsewhere (St. Elsewhere)
  - Saison 6, épisode 7 Le Choix (Handoff) de David Morse : John Killian
- 1988-1995 : Arabesque (Murder, She Wrote)
  - Saison 4, épisode 21 Meurtre en différé (Deadpan, 1988) d'E. W. Swackhamer : Ed Cullen
  - Saison 6, épisode 9 L'Épreuve du testament (Test of Wills, 1989) d'Anthony Pullen Shaw : Dr Hubbard Dabney
  - Saison 11, épisode 21 Jeu, Set et Meurtre (Game, Set, Murder, 1995) de Walter Grauman : Dr Trebaro
- 1989 : Génération Pub (Thirtysomething)
  - Saison 2, épisode 11 Payment Due de Ron Lagomarsino : Dr Meyer
- 1990 : Columbo
  - Saison 9, épisode 3 Votez pour moi (Agenda for Murder) de Patrick McGoohan : le juge Foster
- 1995-1996 : Spider-Man, l'homme-araignée (Spider-Man: The Animated Series)
  - Saison 1, épisode 13 Le Jour du Caméléon (Day of the Chameleon, 1995) : Nick Fury (voix)
  - Saison 3, épisode 4 Bouffonnerie (Enter the Green Goblin, 1996) : Wardell Stromm (voix)

#### Téléfilms
- 1960 : Dillinger de Mel Ferber : Harry Pierpont
- 1965 : Kilroy de Robert Butler : Ed Barrett
- 1967 : Campo 44 de Buzz Kulik : Flickinger
- 1977 : Tail Gunner Joe de Jud Taylor : le sénateur Scott Lucas
- 1977 : Escape from Bogen County de Steven Hilliard Stern : Harry Webb
- 1984 : The Fantastic World of D. C. Collinns de Leslie H. Martinson : Manning
- 1994 : Spring Awakening de Jack Gold : M. Pierson